# Село имени Гагарина (Ошская область)
Имени Гагарина (кирг. Гагарин) — село в Алайском районе Ошской области Кыргызстана. Входит в состав Ленинского айылного аймака.

## География
Село расположено в южной части области, в высокогорной зоне, на левом берегу реки Гульча, на расстоянии приблизительно 31 километра (по прямой) к югу от села Гульча, административного центра района. Абсолютная высота — 2040 метров над уровнем моря.

## Население
Согласно оценочным данным Национального статистического комитета Кыргызской Республики, численность населения села на начало 2023 года составляла 424 человека.
| год     | 2009 | 2014 | 2015 | 2020 | 2021 | 2023 |
| ------- | ---- | ---- | ---- | ---- | ---- | ---- |
| человек | 309  | 377  | 378  | 444  | 430  | 424  |